# Moissonneuse-lieuse
Ne doit pas être confondu avec Moissonneuse-batteuse ou Moissonneuse.

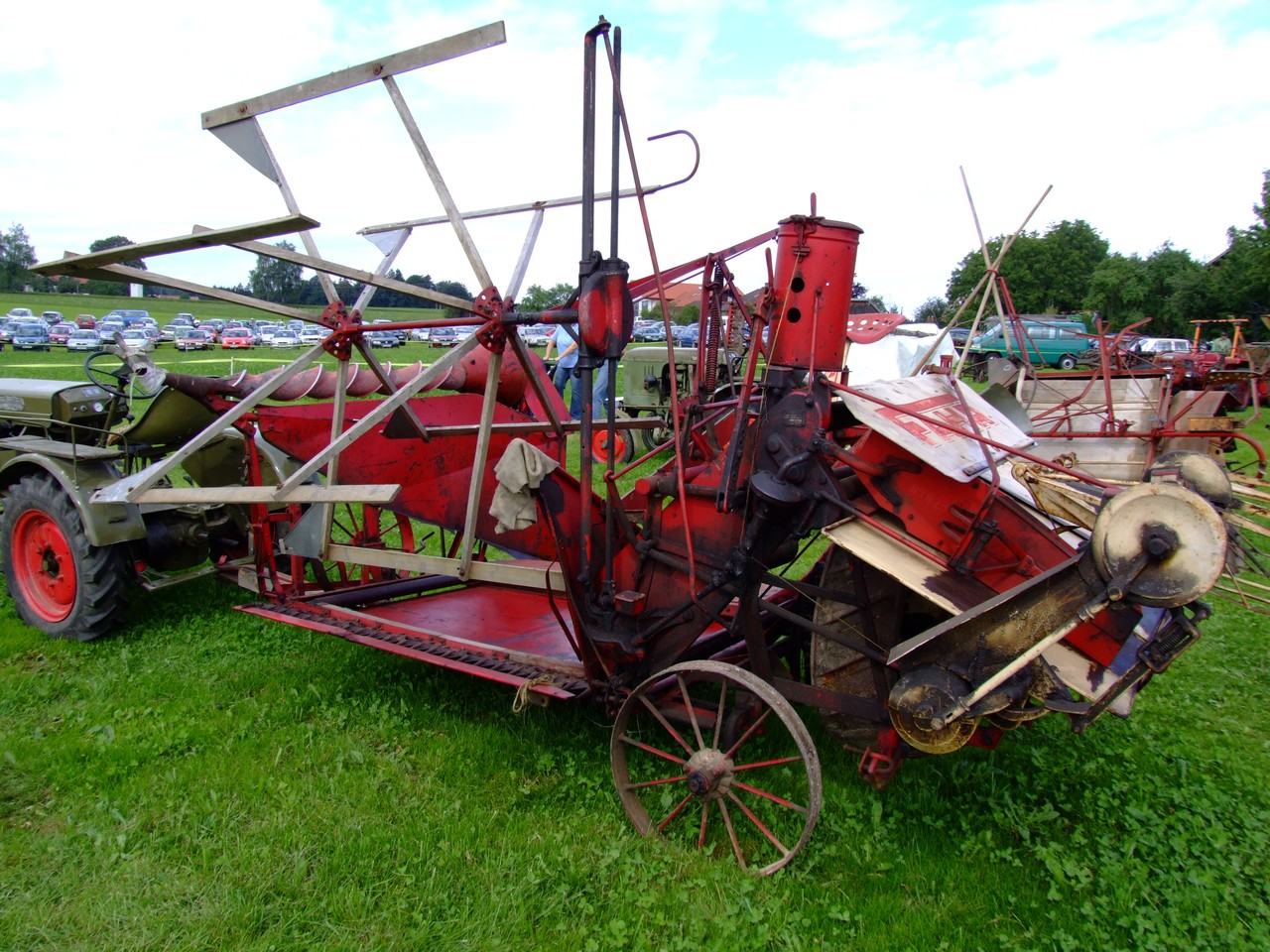
Moissonneuse-lieuse Fahr en position transport. Pour le travail, on attelle le tracteur sur un timon à la place de la roue de transport au premier plan. Le cylindre rouge en haut contient la réserve de ficelle

La moissonneuse-lieuse ou lieuse est, dans sa forme classique, une ancienne machine agricole utilisée de 1880 à 1960 pour récolter les céréales à paille et les conditionner en gerbes (des faisceaux ou javelles liés) ensuite déposées au sol. Elle ne doit pas être confondue avec la moissonneuse-batteuse qui ne produit pas de gerbes mais séparément du grain et de la paille ni avec la moissonneuse-javeleuse qui produisait des javelles (gerbes sans liens).
De petites machines d'aspect différent mais réalisant le même travail sont aujourd'hui utilisées pour des cultures particulières.

## Histoire
Cette invention améliorait la moissonneuse, plus précisément la moissonneuse-javeleuse (une faucheuse munie d'un tablier et de rabatteurs). La faucheuse à barre de coupe avait en effet d'abord été mise au point pour la moisson des céréales qui sont plus faciles à couper que l'herbe.
La lieuse fut inventée en 1872 par Charles Withington. Comme la moissonneuse-javeleuse elle fauchait les tiges des céréales, mais de plus elle les liait automatiquement en gerbes . Celles-ci étaient ensuite disposées en meulons de façon à assurer le séchage de la récolte pendant plusieurs jours puis transportées et rassemblées en une grande meule à proximité immédiate de l'aire de battage. Le battage pouvait n'intervenir que quelques semaines plus tard.
Les faucheuses vendues dans les régions d'élevage possédaient généralement les adaptations nécessaires pour être transformées en javeleuses, évitant l'achat d'une deuxième machine ; aussi jusqu'en 1950, de nombreuses petites exploitations de polyculture-élevage d'Europe se passèrent de lieuse.
La machine inventée par Withington utilisait du fil de fer pour lier les gerbes en torsadant le fil. Cela posait divers problèmes, car des morceaux de fil de fer étaient parfois ingérés par le bétail (corps étrangers), endommageaient les meules des moulins, et causaient des accidents aux mains des agriculteurs. Très rapidement William Deering (en) mit au point un modèle utilisant de la ficelle et John Appleby inventa le noueur mécanique en 1878. Cette invention contribue à la modernisation des cultures céréalières et fourragères.

## Fonctionnement et mise en œuvre

### Description
Les moissonneuses-lieuses étaient tractées par des chevaux ou des bœufs puis des tracteurs, et actionnées par un barbotin, grande roue à crampons supportant l'essentiel du poids de la machine au travail pour assurer son adhérence au sol.  Elles étaient équipées d'un rabatteur à axe horizontal (qui a remplacé le moulinet de rabatteurs des moissonneuses-javeleuses) et d'une barre de coupe analogues à ceux que l'on trouve encore à l'avant des moissonneuses-batteuses. 
Les tiges fauchées tombaient sur un convoyeur à toile qui les transportait en arrière vers le mécanisme lieur. Ce dernier formait les gerbes et les liait à l'aide d'une ficelle. Une fois celle-ci nouée, la gerbe était déversée au sol à l'arrière de la machine. Le noueur mécanique remplaçait ainsi deux ou trois personnes astreintes à suivre la machine pour lier les javelles : une personne pour faire les liens (des torons de tiges de blé ou de seigle) si l'on ne disposait pas de ficelle, une personne pour approcher les liens et le lieur qui devait posséder l'expérience et la force nécessaire. 
Pour le transport la machine était généralement attelée différemment, de façon à réduire son encombrement, et le barbotin relevé. En effet, le grand rabatteur horizontal interdisait le repliage de la coupe qui était pratiqué sur les moissonneuses-javeleuses. 

### Galerie

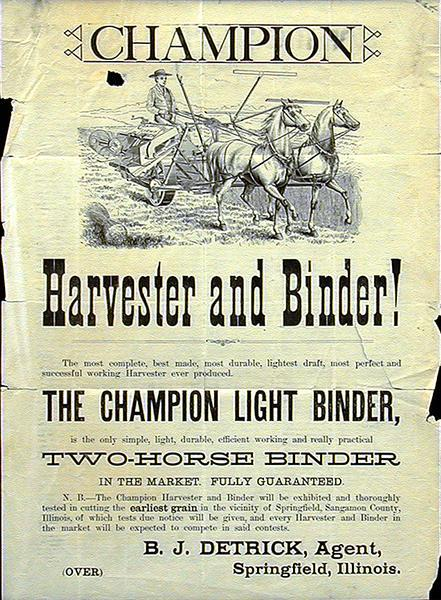
Moissonneuse-lieuse tirée par des chevaux, 1882.
- Moissonneuse lieuse en action.
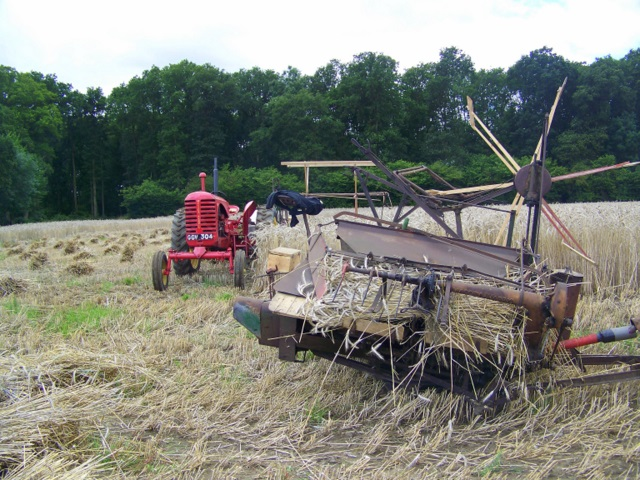
Travail à deux moissonneuses-lieuses, Bottlesford, Wiltshire.
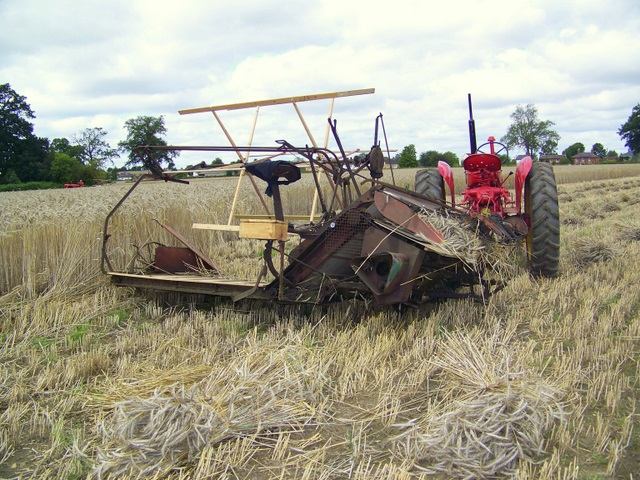
Moissonneuse lieuse, Bottlesford.
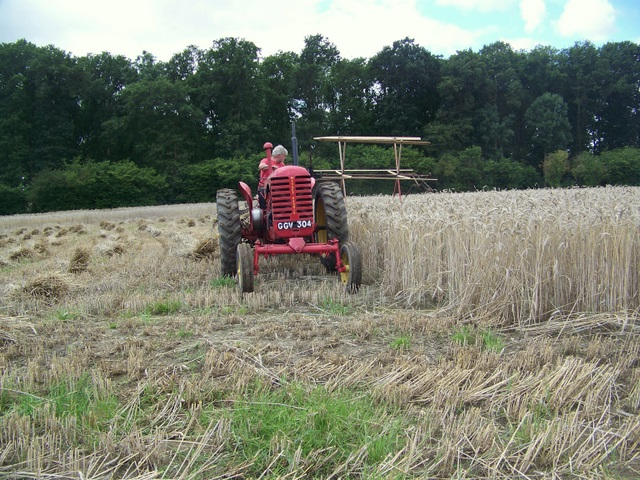
Bottlesford, vue frontale
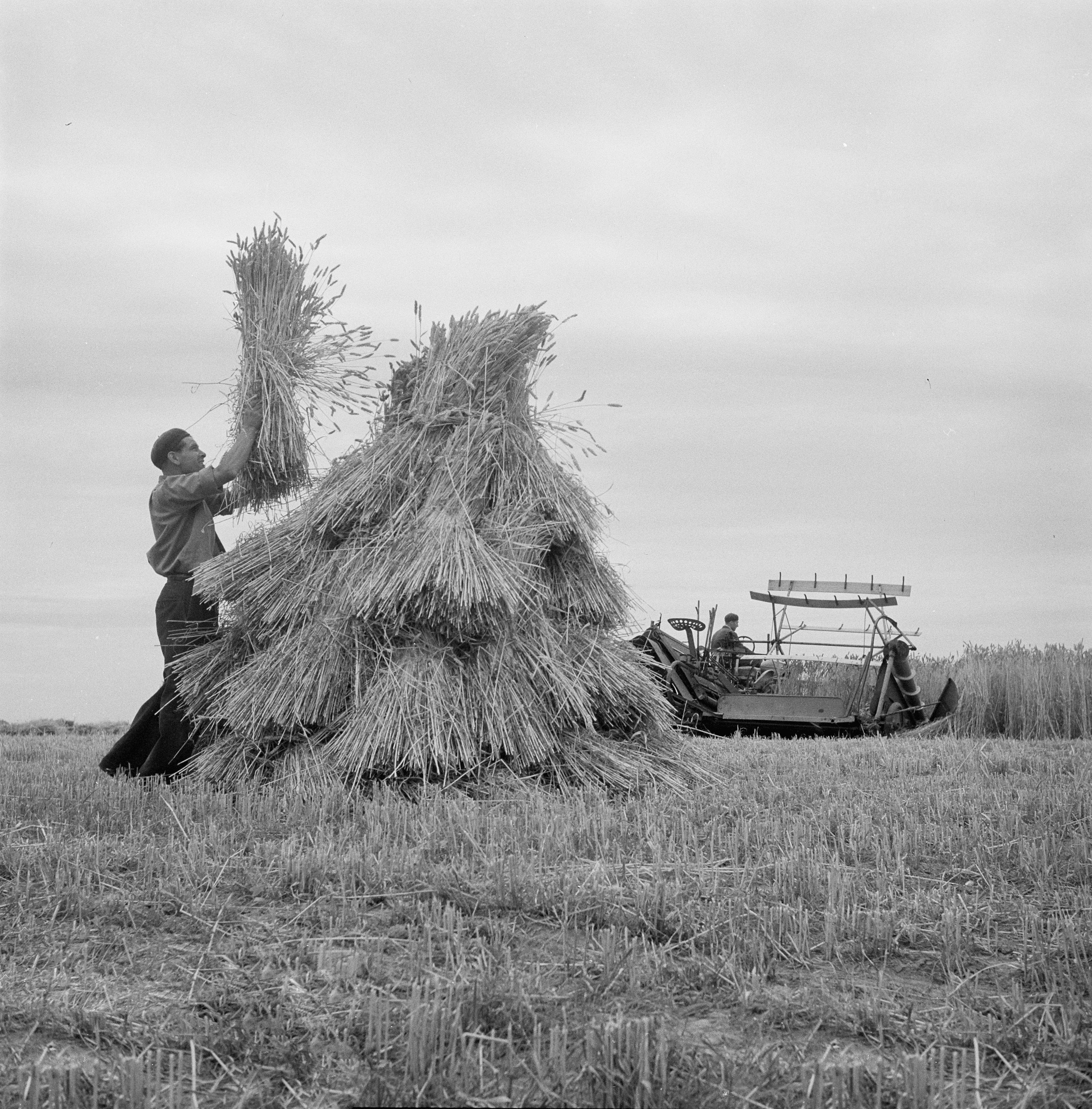
Les gerbes devaient être immédiatement et adroitement disposées en meulons pour sécher sans prendre la pluie, Pays-Bas, 1953
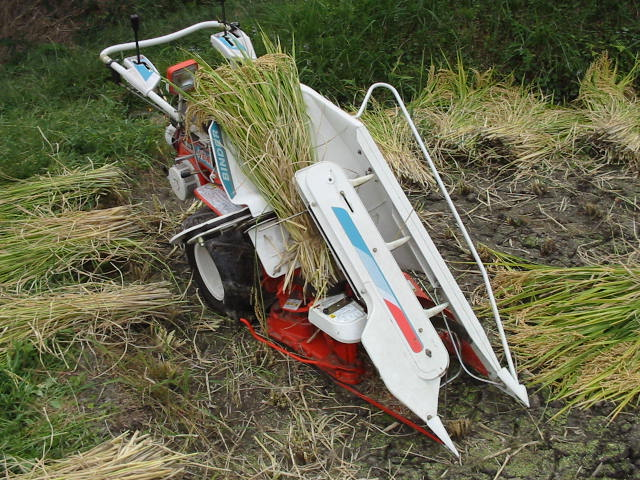
Lieuse moderne récoltant du riz, Japon, 2006
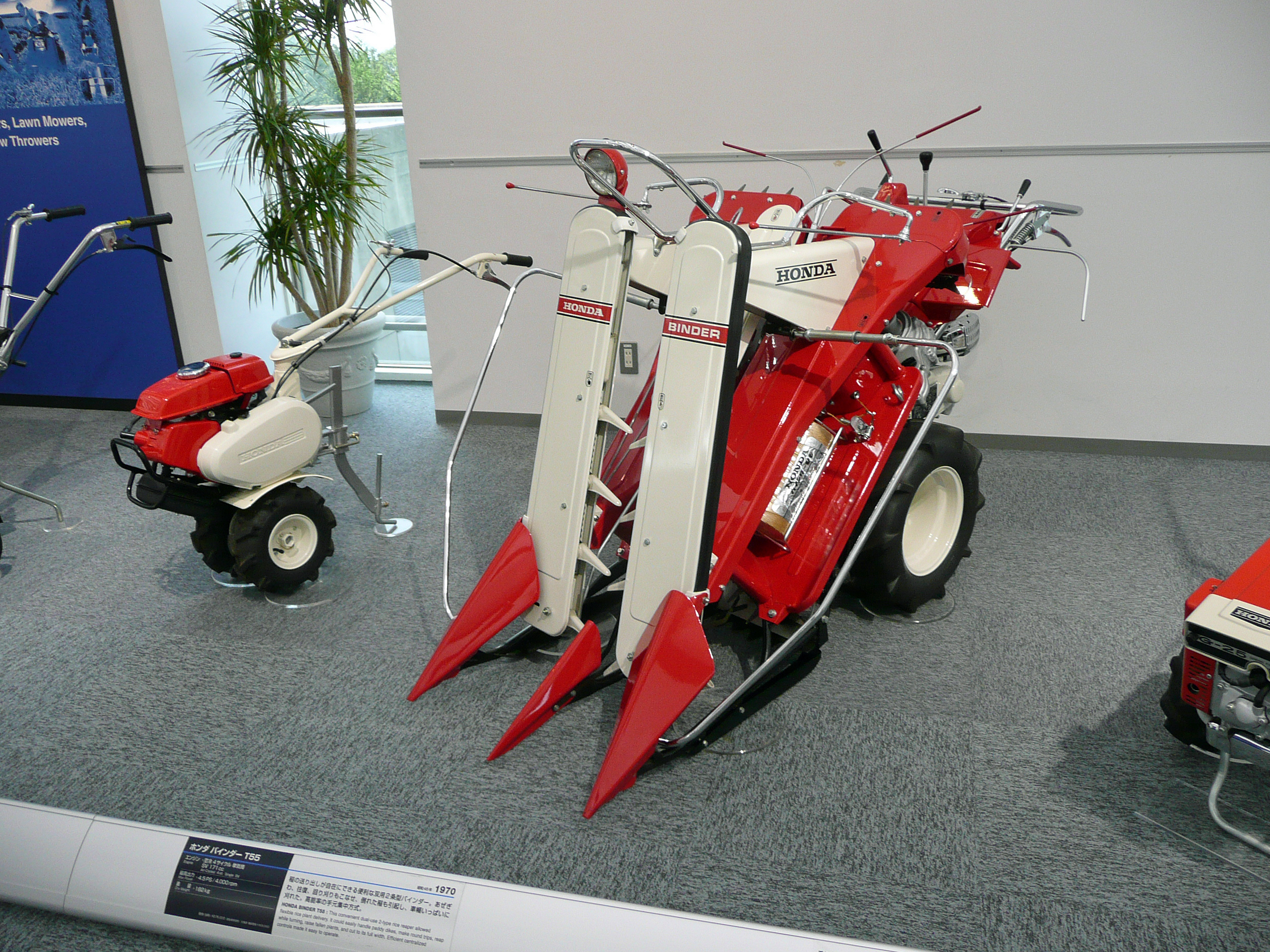
Moissonneuse-lieuse Honda, 2008

### Ficelle et liage
Les gerbes n'étant pas compressées, les lieuses utilisaient de la ficelle fine de sisal comme la « 350 » (350 m par kg). Ce type de ficelle fut longtemps appelé ficelle de lieuse. Elle dégageait une odeur caractéristique.
La ficelle était conditionnée en bobines de la forme d'un cylindre se dévidant à partir de l'axe central, de 4 kg environ et simplement entourées d'un papier fort. Le réservoir à bobines était une boîte cylindrique contenant généralement deux bobines superposées que l'on pouvait relier par un nœud fin pour qu'il puisse passer dans le noueur. Au démarrage de la lieuse, la ficelle devait être passée dans le chas de l'aiguille et attachée, la taille des gerbes pouvait être réglée, ensuite le liage était automatique.
Le noueur devait être soigneusement graissé et son couteau aiguisé. Son réglage très délicat était souvent confié à des spécialistes.

## Lieuses actuelles
Avec l'apparition de la moissonneuse-batteuse qui a remplacé définitivement la batteuse, la moissonneuse-lieuse est pour les années 2020 réservée à de rares applications : récolte de pailles non brisées de seigle pour l'ameublement, la chapellerie, le conditionnement alimentaire ou comme pailles à boire, récolte du riz et des roseaux avec de petites machines de la taille d'une motofaucheuse en Asie. D'autres petites machines sont assemblées en Europe, par exemple sur chassis de chenillette pour la récolte de lavandin, plantes médicinales et roseaux, cultivés en particulier en Provence et Camargue et où elles ont récemment remplacé la coupe manuelle au « sagnadou » (Plantation#Plantes à parfum, aromatiques, stimulantes et médicinales, fleurs).
Pour ce qui concerne la plupart des céréales à paille ainsi qu'un grand nombre de plantes à graines, la coupe et le battage sont exécutés en une seule opération grâce à la moissonneuse-batteuse.